# Felix Felixovitch Soumarokov-Elston
Pour les autres membres de la famille, voir Soumarokov-Elston.
Pour les articles homonymes, voir Felix Soumarokov-Elston.
 (août 2011).
Si vous disposez d'ouvrages ou d'articles de référence ou si vous connaissez des sites web de qualité traitant du thème abordé ici, merci de compléter l'article en donnant les références utiles à sa vérifiabilité et en les liant à la section « Notes et références ».
Le comte Felix Felixovitch Soumarokov-Elston  (en alphabet cyrillique :  граф Феликс Феликсович Сумароков-Эльстон), prince Ioussoupov (en alphabet cyrillique : Князь Юсупов)  (5 octobre 1856 – 10 juin 1928), est un puissant aristocrate russe, époux de la dernière héritière des princes Ioussoupov, dont il relève les titres, et père du célèbre prince Félix Ioussoupov.

## Biographie

### Origines

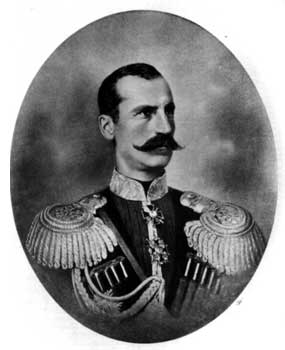
portrait de Felix Nikolaïevitch Soumarokov-Elston

Le père de Felix Felixovich Soumarokov-Elston est le comte Felix Nikolaïevitch Soumarokov-Elston, né Elston (la légende prétend ainsi que le patronyme est dérivé d'un jeu de mots sur l'origine du jeune homme : Elston viendrait ainsi de la phrase « elle s'étonne (d'être enceinte) » — la cour de Saint-Pétersbourg étant à l'époque complètement francophone), réputé fils naturel de la comtesse Catherine von Tiesenhausen, demoiselle d'honneur à la cour impériale, et de son amant, le prince Frédéric-Guillaume, futur roi Frédéric-Guillaume IV de Prusse,. Quoi qu'il en soit, Felix Nikolaïevitch Elston s'illustre aussi bien dans l'armée, dont il devint général, l'administration — il fut gouverneur militaire du Kouban puis du Kharkiv —, qu'à la Cour impériale et dans la haute société pétersbourgeoise. 
En 1855, Felix Nikolaïevitch Elston épouse la comtesse Ielena Sergueïevna Soumarokova (1829–1901), fille unique du comte Sergei Pavlovitch Soumarokov (1791-1875) et de son épouse, la marquise Alexandra Pavlovna Maruzzi (1808-1857). La comtesse Ielena est la mère de Felix Felixovitch Soumarokov-Elston. C'est également la dernière héritière des comtes Soumarokov. Aussi, à la suite de leur mariage, Felix Nikolaïevitch obtient le titre de comte Soumarokov-Elston puis, par décret impérial du 8 septembre 1859, il est autorisé à relever les titres de sa belle-famille et à les transmettre à ses descendants.

### Mariage, carrière et exil

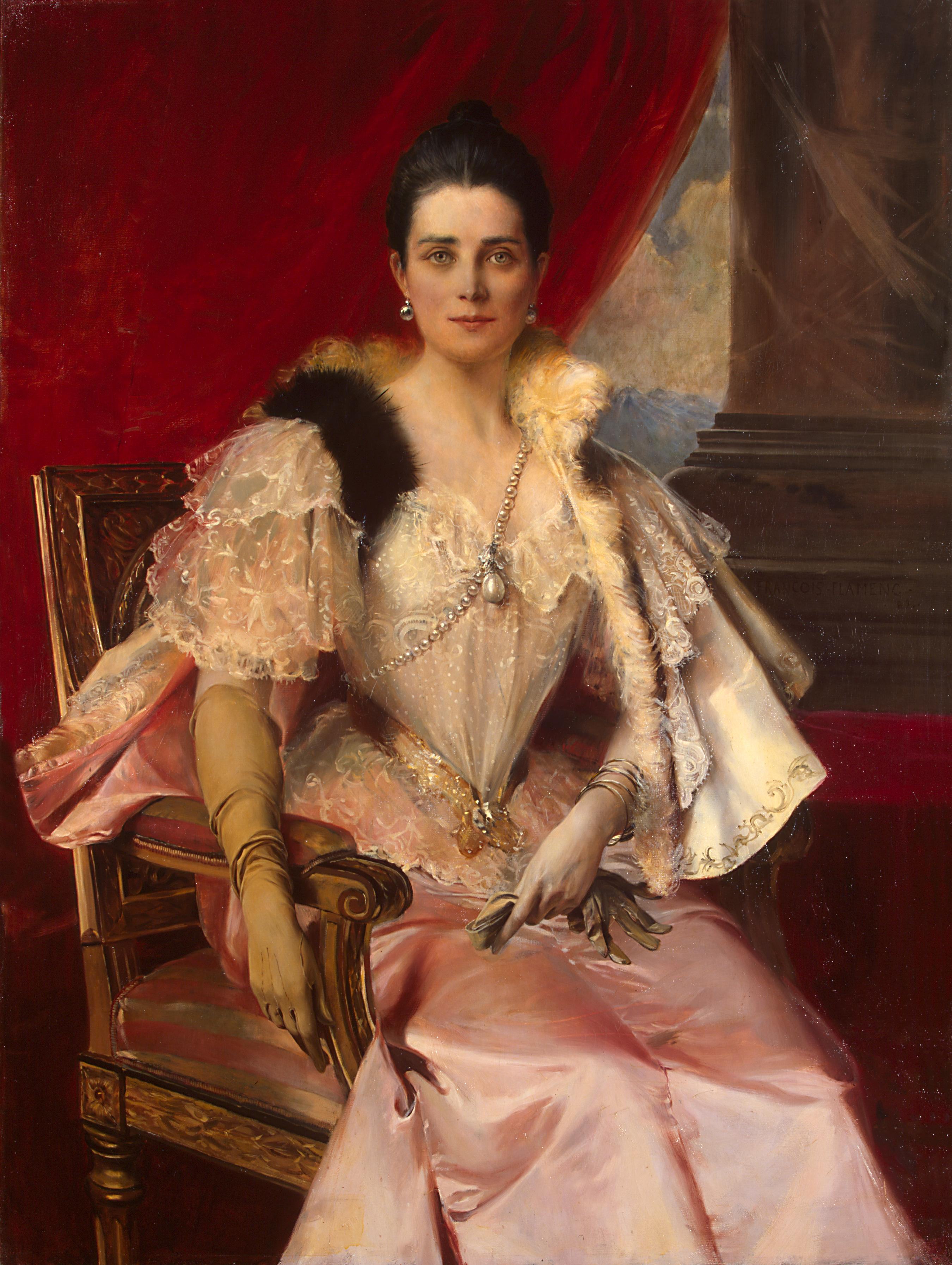
La princesse Ioussoupova portant la Pélégrina, par Flameng

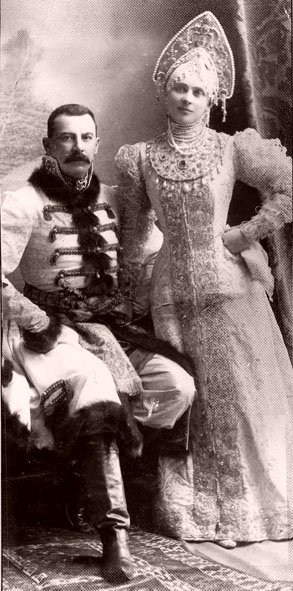
Le comte Felix Felixovitch Soumarokov-Elston et la princesse Zénaïde

Le 4 février 1882, le comte Felix Felixovitch Soumarokov-Elston épouse la princesse Zinaida Ioussoupova, l'unique héritière des Ioussoupov. Belle, cultivée, raffinée et mondaine, la princesse parle parfaitement le russe, le français, l'anglais et l'allemand. Son père ayant été diplomate, elle connait parfaitement l'Italie, l'Allemagne et la France et est familière de toutes les capitales et les cours européennes où elle a fait tourner bien des têtes, dont celle du prince héritier de Bulgarie. Elle est célèbre à travers toute l'Europe comme la plus riche héritière du monde. En effet, les Ioussoupov sont immensément riches, possédant des domaines totalisant 2 000 km2 de terres, avec des usines sucrières, des moulins, des briqueteries, des mines de charbon, des distilleries, des usines textiles, etc., une splendide collection d'art et de bijoux accumulée par les ancêtres de Zénaïde — surtout le prince Nicolas Borissovitch Ioussoupov (1751-1831) — et agrandie par son père, le prince Nicolas Borisovitch Ioussoupov (1827-1891). En tout, les Ioussoupov possédaient seize châteaux ou palais, dont les plus somptueux étaient le palais Ioussoupov, sis sur les bords de la Moïka à Saint-Pétersbourg, et le superbe domaine d'Arkhangelskoïe, près de Moscou.  
À la mort de son beau-père, le comte Soumarokov-Elston reçoit de l'empereur Alexandre III de Russie, la permission spéciale de relever le titre des Ioussoupov qui, sinon, aurait disparu. Il devient ainsi prince Ioussoupov et comte Soumarokov-Elston, titres transmissibles à ses héritiers. En 1904, il est nommé aide-de-camp du grand-duc Serge Alexandrovitch, gouverneur de Moscou et oncle de Nicolas II. Il fait construire l'extravagante villa Youssoupoff en Crimée en 1909. Il commande les chevaliers-gardes de la Garde impériale et en 1914 devint gouverneur de Moscou.
Après la révolution bolchévique, le prince Felix est contraint à l'exil et émigre avec son épouse à Rome, où ils avaient quelques avoirs ; ils doivent néanmoins laisser derrière eux l'essentiel de leurs immense fortune dont leur fils Félix ne put sauver que quelques somptueux bijoux et plusieurs tableaux de Rembrandt.

## Descendance
De son union avec la princesse Ioussoupova naissent deux fils, tous deux célèbres pour leur grande beauté :
- Nicolas (1883 à Saint-Pétersbourg-1908 à Saint-Pétersbourg), qui meurt lors d'un duel.
- Félix (1887 à Saint-Pétersbourg-1967 à Paris), fameux pour sa participation à la conjuration contre Raspoutine, et qui épouse la nièce du tsar Nicolas II, la grande-duchesse Irène de Russie (1895 à Peterhof-1970 à Paris), d'où une fille unique :
  - Irina Felixovna Ioussoupova (21 mars 1915 à Saint-Pétersbourg - 30 août 1983 à Cormeilles), princesse Ioussoupov et comtesse Soumarokov-Elston, épouse du comte Nikolaï Dmitrievitch Cheremetiev (28 octobre 1904 à Moscou-5 février 1979 à Paris), fils du comte Dmitri Sergueïevitch Cheremetiev et de son épouse la comtesse Irina Ilariovna Vorontzov-Dachkova (descendant du comte Boris Petrovitch Cheremetiev), dont postérité.

## Décès et inhumation

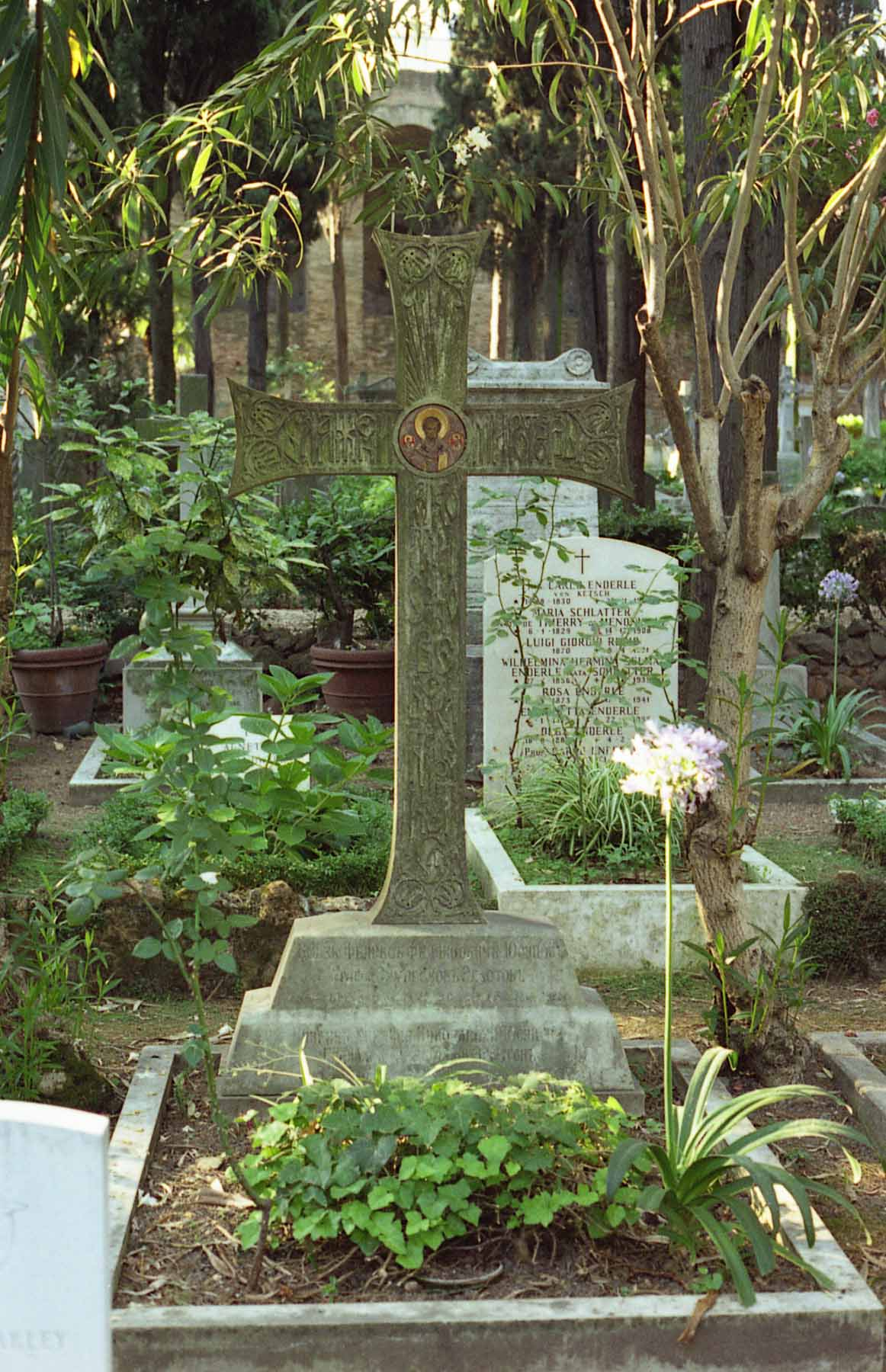
Tombe du comte Felix Felixovitch Soumarokov-Elston, prince Ioussoupov, au cimetière de Testaccio à Rome

Felix Felixovitch Soumarokov-Elston, prince Ioussoupov, meurt en exil à Rome en 1928 sans être jamais retourné en Russie.
Il est inhumé au cimetière de Testaccio sis à Rome.